# 100 Rifles
100 Rifles (conocida en español como 100 rifles o Los 100 rifles) es una película wéstern de 1969 dirigida por Tom Gries, protagonizada por Burt Reynolds, Raquel Welch, Jim Brown y Fernando Lamas. La música original fue compuesta por Jerry Goldsmith, quien ya había compuesto la música de Bandolero!, otra película wéstern con la participación de Raquel Welch. Las ruinas pertenecen al monasterio de San Martín de Valdeiglesias, cerca del pantano de San Juan, Provincia de Madrid.

## Argumento
Ambientada en el México de 1912, un sheriff de Arizona llamado Lyedecker (Jim Brown) viaja a una remota aldea buscando a Yaqui Joe (Burt Reynolds), un ladrón de bancos mestizo, quien robó 6.000 $ para comprar rifles a su gente que está siendo reprimida por el gobierno.
Lyedecker no está preocupado con la causa de Yaqui Joe, y todo lo que le importa es conseguir que el dinero sea devuelto a un banco de Phoenix dentro de su jurisdicción. Finalmente se acaban convirtiendo en aliados y luchan por los indios.

## Reparto
| Actor          | Personaje         |
| -------------- | ----------------- |
| Jim Brown      | Lyedecker         |
| Burt Reynolds  | Yaqui Joe Herrera |
| Raquel Welch   | Sarita            |
| Fernando Lamas | Gral. Verdugo     |
| Dan O'Herlihy  | Steven Grimes     |
| Eric Braeden   | Franz Von Klemme  |
| Michael Forest | Humara            |
| Aldo Sambrell  | Paletes           |
| Alberto Dalbes | Padre Francisco   |
| Charly Bravo   | Lopez             |